# Церква Богоявлення Господнього (с. Ракова)
Церква Богоявлення Господнього — дерев'яна церква у селі Ракова, (Старосамбірський район, Львівська область) споруджена в 1779 році. Храм є прекрасною пам'яткою дерев'яної сакральної архітектури.

## Історія
Найдавніші згадки про церкву походять з податкових реєстрів 1507 та 1515 років. Не вдалося віднайти жодних відомостей про церкву у XVI - першій половині XVIII ст. Візитатор старосільського деканату, який відвідав село 1761 року, відзначив: 
|  | «Церква в коляці пана Юзефа Осолінського, воєводи волинського, реставрована, коло 30 років як пересипана...». |

Нова церква постала 1779 року. Деякі шематизми датують її 1775 роком, посилаючись на напис на одвірку, на жаль, втрачений.
У ХІХ ст. до вівтаря з північної сторони добудована ризниця. По другій світовій війні не була зачиненою.
1989 року до бабинця добудовано присінок.
З 1989 до 6 липня 2013 року очолював парафію храму протоієрей Павло Орявський (1956-2013).

## Опис
Дерев'яна церква Богоявлення Господнього стоїть практично в центрі села Ракова, на схилі, біля дороги. Поруч з нею звели новий кам'яний храм, біля якого розташована стара польська каплиця.
Після Другої Світової війни святиня не була закритою.
Будівля тризрубна, Безверхий, крім прибудованих ризниць має додане рівношироке передвер'я до західної стіни бабинця. З півночі і півдня має стрімкий навіс. У південній стіні нефа є додатковий вхід. Стіни вертикально шальовані фарбованими дошками. Будівля накрита крутими дахами, на гребені вищого даху нефа влаштований ліхтар на восьмигранній основі з верхівкою.
В інтер'єрі церкви стінопис передвоєнний, орнаментальний з окремими сюжетними композиціями.
На північний захід від церкви розташована двоярусна квадратова дзвіниця, зведена одночасно з церквою. Стара дерев"яна церква є найкращим зразком церкви латинізованого типу на Старосамбірщині.